# Dhruva
En las escrituras hindúes, Dhruvá fue un niño príncipe, ferviente devoto del dios Visnú, quien le dio la bendición de convertirse en la estrella polar (que en sánscrito se llama dhruva nakshatra, el ‘astro fijo’).
- ध्रुव, en escritura devánagari.

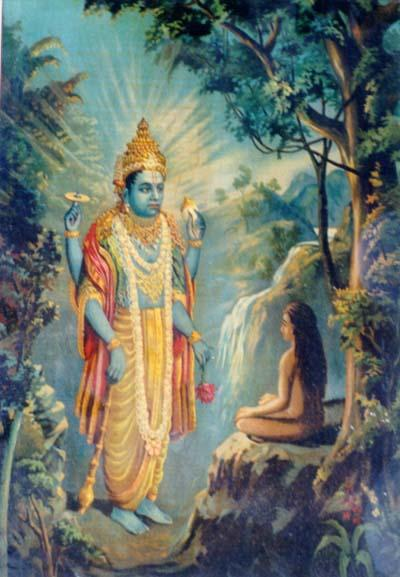
El dios Visnú se aparece ante el niño Dhruvá; obra del pintor hindú Raja Ravi Varma.

- dhruvá, en el sistema IAST de transliteración sánscrita.
- Pronunciación: /drubá/ o /djruvá/

La historia de la vida de Dhruvá se cuenta con frecuencia a los niños hindúes como un ejemplo de perseverancia.
Las fuentes originales son el Visnú-purana (siglo IV d. C. y el cuarto canto del Bhágavata-purana (siglo XI d. C.).
El Rig-veda menciona decenas de veces la palabra dhruvá (que significa tanto ‘estrella polar’ como ‘fijo’). No se sabe si la estrella polar se ha mencionado explícitamente en alguna otra parte de los Vedas.
El Majábharata, el Grijia-sutra, y el texto astronómico Suriá-siddhanta, sin embargo, mencionan explícitamente a Dhruvá como la estrella polar.
El gramático Panini define dhruvá como ‘un punto fijo desde el cual tiene lugar la partida’.

## La frustración de Dhruvá, de cinco años de edad
El rey Uttana Pada (hijo de Suaiambhuva Manu) tenía dos esposas: la piadosa Suniti (o Sunrita, hija de Dharma) y su preferida Suruchi. Con ésta tuvo al niño Uttama, y con la piadosa Suniti tuvo al niño Dhruvá.
Cuando Dhruvá tenía cinco años de edad, corrió hasta el regazo de su padre.
Pero, la malvada Suruchi reprendió a Dhruvá por tratar de atraer la atención de su padre cuando no era merecedor porque no había nacido de ella, aunque fuera hijo del Rey.
Ella además se burló de su situación, y le dijo que se redimiera buscando las bendiciones de Vishnú.
Dhruva le pidió a la piadosa Suniti que le explicara quién era Vishnú, y cómo podía conseguir su bendición para obtener el trono de su padre.
Suniti le dijo que ella había oído que los sabios se retiraban a los bosques a meditar y experimentar austeridades, para atraer la atención del dios Vishnú.
Dhruva decidió irse al bosque a meditar, y Suniti le dio sus bendiciones.

## La resolución de Dhruvá
Después de varios días sentado solo y quieto, pidiendo interiormente al dios que se le apareciera, el sabio volador Narada se compadeció de él y se le apareció.
Dhruva le preguntó si él era Vishnú. Nárada le respondió que no, y el niño replicó que se retirara, que no quería desconcentrarse.
Nárada le dijo que era muy joven para afrontar una vida que ni los más alocados sabios se atrevían a experimentar, y trató de que el niño desistiera de esa terrible vida.
Sin embargo, la feroz determinación de Dhruvá no tenía límites, por lo que el sabio asombrado le enseñó los rituales y el mantra que le haría lograr su objetivo.
El mantra que Nárada le enseñó fue om namó bhágavate vásudevaia (ofrezco reverencias a Bhagaván Vasudeva).
En las dos fuentes puránicas se menciona el mismo mantra.

## La austeridad sacude al mundo
Habiendo sido aconsejado, Dhruvá empezó su penitencia, y no comió ni bebió nada durante seis meses, con su mente fija en el dios Vishnú.

La austeridad de esta penitencia sacudió los cielos y Vishnú mismo se apareció ante él, pero el niño no abría los ojos porque estaba aún sumido en su visión interior de la forma de Vishnú que le había descrito Nárada.
El dios adoptó otra estrategia: desapareció de la visión interior de Dhruvá.
Inmediatamente éste abrió los ojos, y, viendo fuera lo que había estado viendo dentro durante meses sin parar, se postró ante Vishnú.
Pero no pudo pronunciar una sola palabra.
Entonces Vishnú le tocó la mejilla derecha con su caracola divina y le provocó el discurso.
Dhruvá improvisó un hermoso poema de alabanza al Señor en 12 poderosos versos, que en conjunto se denominan Dhruvá stuti (la oración de Dhruvá).
En este punto, el Visnú-purana cuenta esta leyenda ligeramente diferente:
Vishnú, satisfecho con la tapasia de Dhruvá, le dijo que pidiera un vara dāna (otorgamiento de deseos).
Dhruvá dijo que él, siendo un niño sin educación, no sabía cantar las alabanzas de Dios, y por lo tanto le pidió conocimiento sobre cómo componer un stuti (himno de alabanza).
Otras personas hubieran pedido placeres mundanos o celestiales, o un sabio hubiera pedido moksha (liberación de la cárcel de la reencarnación), pero Dhruvá no tenía ningún deseo personal.
La renuncia de todos los deseos se considera esencial en el hinduismo: este es el significado de dhruvá-pada (la posición fija, una especie de «estrella polar» espiritual).
Por esa razón los saptarshís (‘siete sabios’) decidieron dar el trono más venerado (en la estrella polar) a este niño de seis años de edad.
El Dhruvá stuti se menciona en el Visnú-purana.
Es una versión ampliada y mejorada del antiguo Purusha sukta (himno al Varón [Dios]’, de antes del siglo X a. C.) védico.
La versión del Dhruvá stuti del Bhágavata-purana es muy diferente.
Ante la presencia del dios, Dhruva se olvidó del objetivo de su penitencia, y sólo pidió poder recordar perfectamente la presencia de Dios el resto de su vida.
Complacido, Vishnú le concedió el deseo y decretó que el muchacho alcanzara finalmente dhruvá pada (la posición de la estrella polar): se convertiría en un astro, que ni siquiera sería tocado por el pralaia (el cataclismo final, que destruye todos los astros del universo, incluida la Tierra).

## El rey Dhruvá
Dhruvá volvió a su reino, donde fue bien recibido por su familia, y obtuvo la corona a los seis años de edad.
Después de décadas de gobernar su país en manera justa y equitativa, Dhruvá abandonó su cuerpo mortal y se convirtió en la Estrella Polar.